# Scuola di San Rocco (Padova)
La Scuola di San Rocco o Oratorio di San Rocco è un edificio di origine medievale utilizzato sino al 1810 per scopi religiosi. Si affaccia sul sagrato della chiesa di Santa Lucia a Padova. Vi aveva sede la Fraglia di San Rocco che la realizzò tra il 1525 e il 1542 su precedenti edifici. Ora è struttura di proprietà comunale.

## Storia

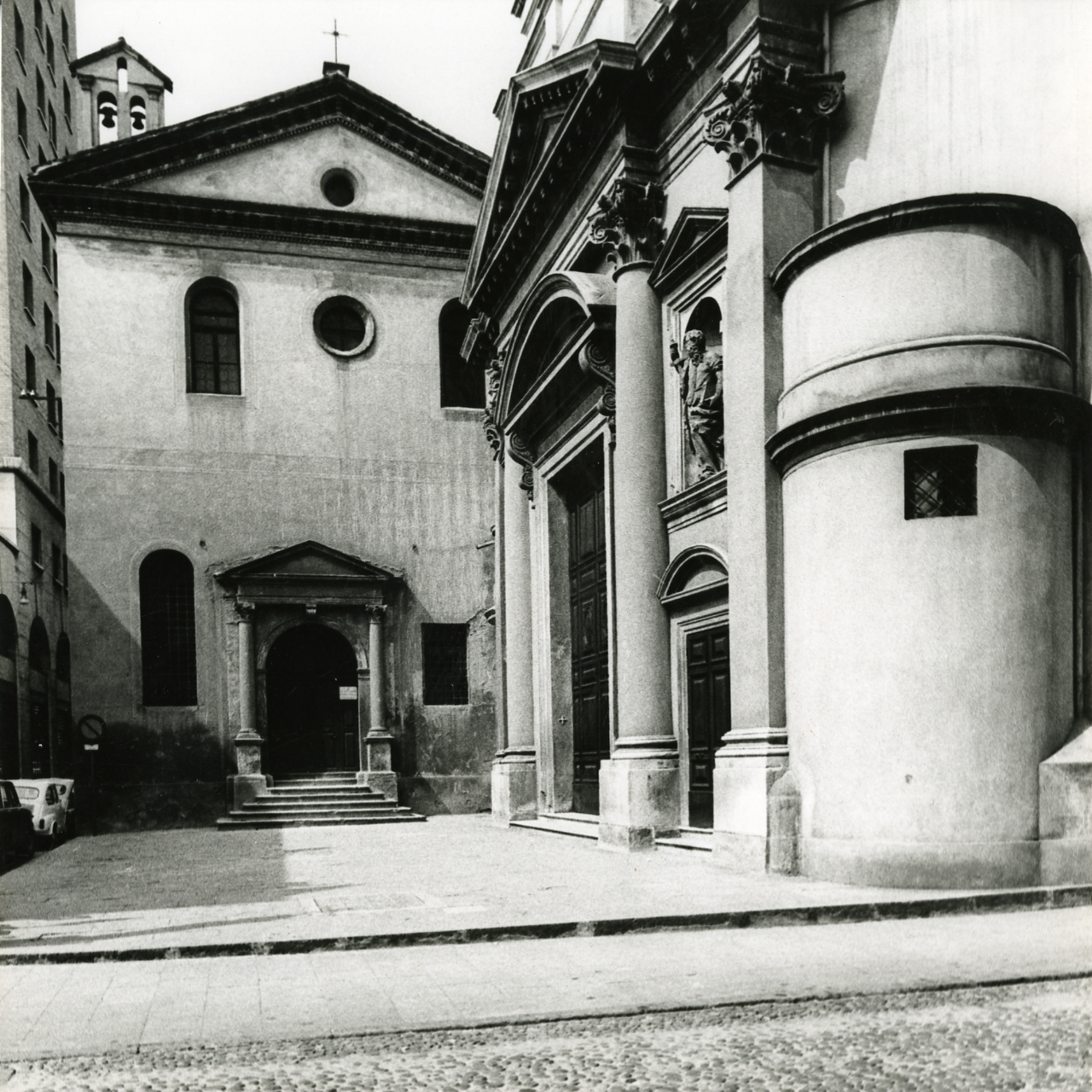
La facciata della Scuola di San Rocco con a fianco quella di Santa Lucia in una foto di Paolo Monti del 1967.

Nel 1525 la nobildonna Costanza de' Rossi acquistò per conto della Confraternita di San Rocco le case ruinate degli Onara, edifici che confinavano a settentrione coll'Ospitium Angeli e a meridione con la chiesa di Santa Lucia. Queste case vennero tramutate in una scuola ovvero una sede adatta ad ospitare l'istituzione della fraglia. Si aprì un cantiere artistico ove confluirono le maggiori presenze artistiche della prima metà del XVI secolo a Padova.
Con l'abolizione delle confraternite in età napoleonica la scuola passò al demanio. Venne acquistato del comune all'inizio del Novecento. Alcuni restauri vennero eseguiti tra il 1926 ed il 1929; venne rifatto l'intonaco della facciata, mentre quello del muro occidentale fu rimosso. Ora è sede di mostre temporanee.

## Descrizione

### Interno

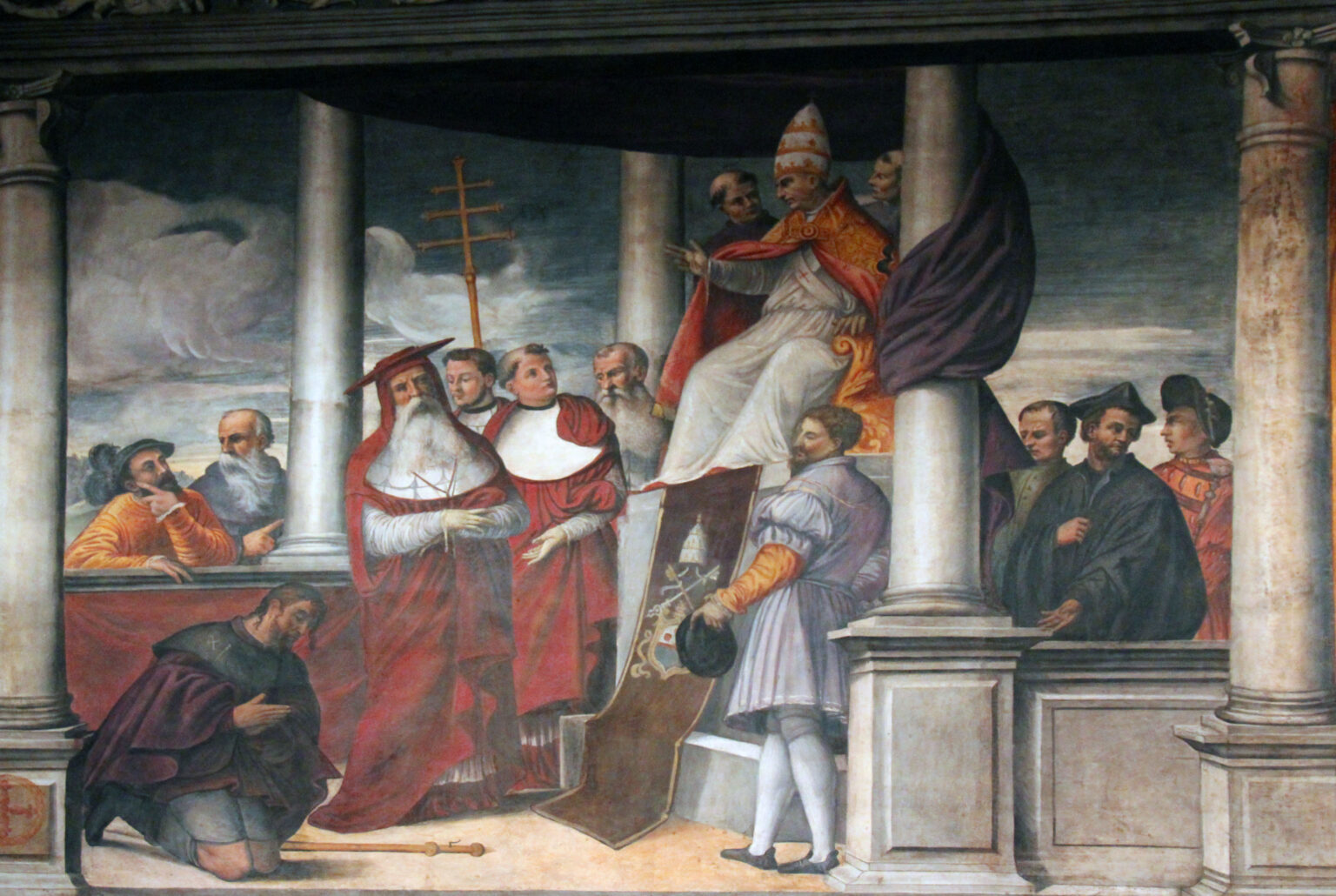
San Rocco davanti al Pontefice.

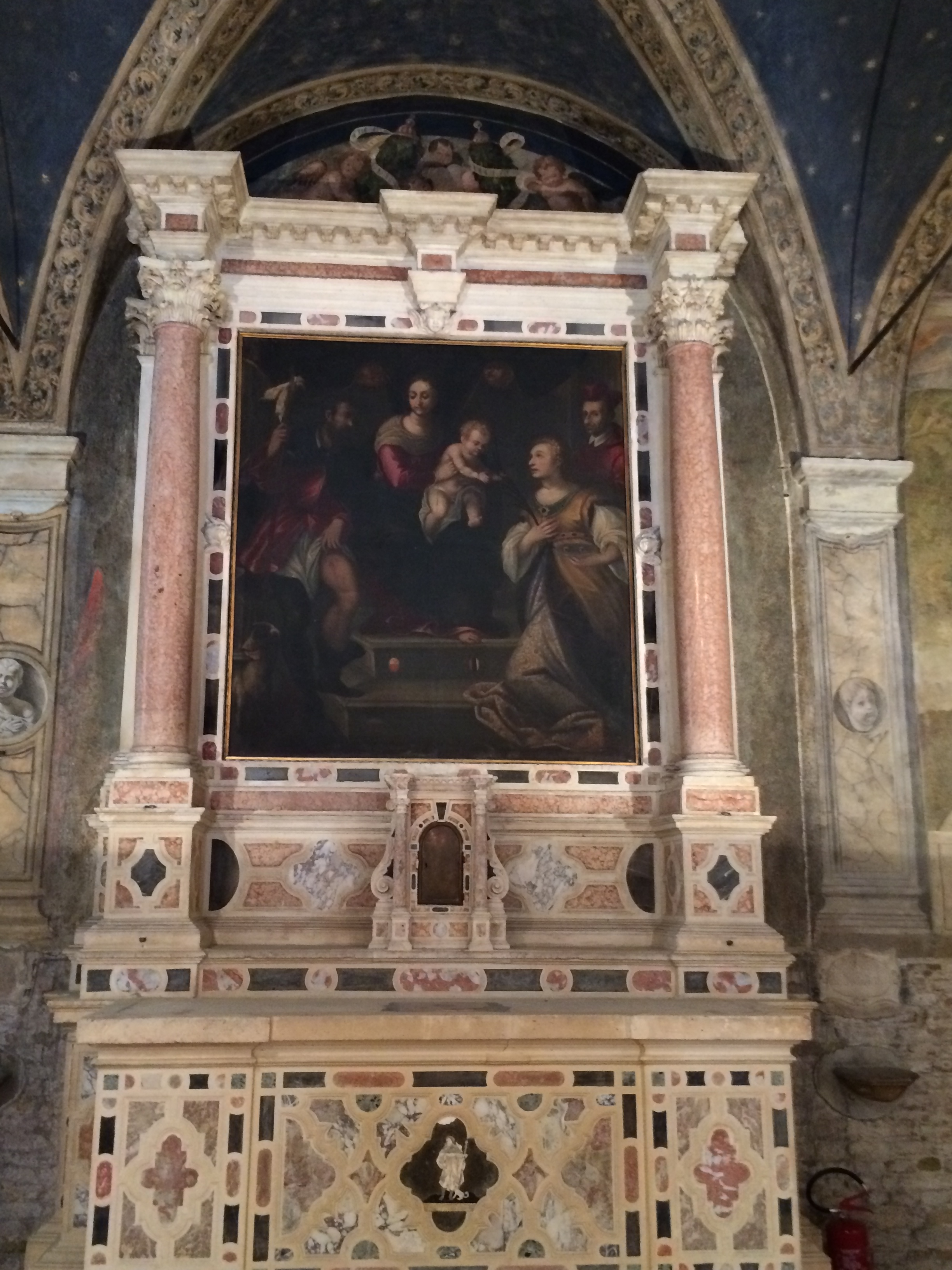
Altare.

Costituita da due sale, delle quali quella inferiore ha le pareti affrescate con scene della vita di San Rocco, realizzate da Domenico Campagnola, Girolamo Tessari, Gualtiero Padovano, Stefano dall'Arzere e Johannes Stephan van Calcar. Nel 1697 sull'altare della sala terrena venne posta la pala rappresentante la Madonna con Santi, opera di Alessandro Maganza.
La sala superiore, citata anche come sala del Capitolo, riaperta dopo un periodo non accessibile in seguito ai danni subiti dalle scosse del terremoto dell'Emilia del 2012, conserva il dossale d'altare, commissionato nel 1535 e realizzato in stucco forte di marmo e di calce e impreziosito da dorature, opera di Tiziano Minio. Ai suoi lati sono presenti due affreschi, datati 1559 e realizzati da Stefano dall'Arzere, rappresentanti scene di vita di santa Lucia e intitolati Santa Lucia dinanzi al giudice e L'Elemosina di Santa Lucia.
Sono presenti anche altri affreschi del Campagnola.